# Sions sånger (1810)
Sions Sånger är ett exempel på en tidig frikyrklig rörelses och uppbrott från den av den svenske konungen och staten samordnade Svenska Kyrkan. Den första utgåvan av Sions sånger med herrnhutisk inriktning utkom 1743 med 90 sånger, en andra samling med 130 nya sånger gavs ut 1745. Dessa sammanfördes till en gemensam bok med 223 sånger redan 1747. Det exemplar av Sions Sånger, som använts för denna text är från Stockholm år 1810 och tryckt hos Directeuren Johan A Carlbohm. Under rådande förhållanden får det anses ha varit en djärv och mot staten och kungen trotsig handling. Psalmboken innehåller totalt 223 sånger, de flesta av herrnhutisk karaktär, utan att författarens namn anges vid någon av texterna. Längst bak finns ett alfabetiskt register över psalmernas första vers titelrad. Över varje grupp av psalmer finns en rubrik, som använts för att dela in denna artikel i avsnitt. På försättsbladet har följande citat ur Psalm 149: v. 1-2 tryckts, vilket inte är en hänvisning till Sions Sångers psalm 149 utan till en översättning av Psaltaren 149. En variant av samma psaltarpsalm finns i 1695 års psalmbok: Lofsiunger Herran Gudh. 
Sjunger HERranom en ny wiso:
de heligas församling skal låfwa honom.
Israel glädje sig af den honom gjort hafwer:
Sions barn ware glade öfwer sin Konung.
Stavningen är inte helt enhetlig i psalmboken ifråga, utan moderniseras i vissa delar så att psalmer med lägre numrering uppvisar äldre stavningstradition jämfört med senare psalmnummer. Enhetligheten brister också i att till exempel ordet 'Lov' stavas omväxlande med o och å, men alltid med f istället för v, som den tidens stavningsregler påbjöd. Genomgående stavas med versaler, av respekt,  GUD, JEsus, HERren medan satan och djävulen får nöja sig med gemener även för sina tilltalsnamn. Dubbel konsonant efter kort vokal finns i ord som 'all' men inte i 'sit', 'mit' och 'dit'. Dagens dubbla s i oss var 1810 en ligatur av bokstäverna s och z.

## Innehåll

### GUDs Röst och Nåde-kallelse.
1. Vak, syndare, opp. 9 verser, melodi: En syndig man.

2. Arma själ som ligger säker. 20 verser av Lars Thorstensson Nyberg, melodi: Kom, o Jesu, huru länge.

3. Käre, löp ej oförväget. 10 verser, melodi: Jesu! djupa såren dina.

4. Hör, syndare, är nu tid på att sofva. 11 verser, melodi: O syndig man, som.

5. Hela werlden är fördärfwad. 10 verser, melodi: Hela världen fröjdes Herran. Finns på Wikisource.
 
6. Vill du, arma själ, nu gifva. 6 verser, melodi: Bort mit hjerta.

7. Ack! hörer syndare, hur Lifsens Förste. Melodi: Tacker Herranom, som är ganska blider. Finns på Wikisource.

8. Så'n kärlig vän finns aldrig uppå jorden. 10 verser, melodi: Hwad är det åt.

### JEsu Förbön.
9. Fast syndenes välde har hunnit sin höjd 10 verser, melodi: Himmelriket liknas

### Synda-Eländets Kännedom.
10. Jo, Gud har rätt. 12 verser, melodi: Min högsta skatt.

11. Utur djupen jag högt ropar. 6 verser, melodi: Kom, o Jesu, huru länge.

12. En syndare jag är. 8 verser, melodi: Nu tackar Gud alt.

13. Uti syndens snara. 5 verser, melodi: Jesus är min hägn.

14. Ack, huru länge skall. 5. verser, melodi: Kom! o Jesu, Jesu.

15. Mitt hjerta är hårdt. 5 verser, melodi: Förblindade werld.

16. Är nå'n syndig lusta till. 9 verser, melodi: Den som frisker är. Finns på Wikisource.

17. Ack, hvad ränker hjertat hyser. 7 verser, melodi: Jesu! djupa såren dina.

18. Min Jesu! du ser. 10 verser, melodi: Förblindade werld.

19. Jesu! skall jag längre gå.8 verser, melodi: Gå i Jesu Namn.

20. O store Gud! jag usle mull. 5 verser, melodi: O! Herre Gud, gör nåd med mig.

21. Min Frälsare, min herde söta. 4 verser, melodi: Ack Sions berg.

22. Ho är som Jesu nåd så litet böjer.10 verser, melodi: Nu rinner solen up.

23. Ifrån den dag, jag första gången. 6 verser, melodi: Ack Sions berg.

24. Ho är eländig, ljum. 10 verser, melodi: Nu rinner solen up.

### Evangelii Nåde-röst.
25. Du nederslagna själ. 3 verser, melodi: Förbida Herre Gud.

26. När skall dock morgonstjernan gå. 9 verser, melodi: Ack! söta lust.

27. Si, Jesus tager syndar' an. 11. verser, melodi: Var man må nu.

28. Ack! om du, o menska, kände. 12 verser, melodi: Jesu! du dig sjelf.

29. Dyrt köpta själ, som sörjer i ditt sinne. 24 verser, melodi: O syndig man.

30. Hvarför sörjer du, o själ. 13 verser, melodi: Jesus alt mit god.

31. Den, som vill enfaldig blifva. 9 verser, melodi: Kom, o Jesu, huru länge.

32. Si Jesu sår, hur de af kärlek blöda. 5 verser, melodi: Min dag är all.

### Längtan efter Nåd.
33. O Jesu Christ, min sköld och sol. 8 verser, melodi: Min högsta skatt.

34. Du ädle Jesu Christe. 7 verser, melodi: Den blomstertid.

35. Ack! hur länge skal doch jag. 5 verser, melodi: Jesus alt mit god.

36. Brist mit hjerta uti stycker. 10 verser, melodi: Jesus är min vän.

37. Torstig hjort ej hwilar. 4 verser, melodi: Jesus är min hägn.

38. Sjelfständiga ord, Sitt med mig til bord. 20 verser, melodi: Barmhertige Gud.

39. Ack! jag usle mull och stoft. 9 verser, melodi: Hit, o Jesu! saml.

40. O! Jesu! dit ljus Tänd upp i mit hus. 7 verser, melodi: När får jag min.

41. Jesu Jehova, jag söker och ilar. 7 verser, melodi: Ädlaste gåfwan, som Skaparen.

42. Min Frälsare, jag längtar se. 11 verser, melodi: Ack! hjertans ve.

43. Du Guds Lam. 10 verser, melodi: Ack! min själ haf.

44. Tillåt mig, Jesu söt. 14 verser, melodi: O! Jesu, full af nåd.

45. Det dyra ord står fast. 14 verser, melodi: Förbida Herre Gud.

46. Jesu, du Guds rena Lam. 8 verser, melodi: Såleds är vår kyrk.

47. Jesu, låt för mig ej tryta. 5 verser, melodi: Kom, o Jesu, huru länge.

48. Jag är et blomster uti Saron. 10 verser, melodi: I, på alt ondt begifne sinnen (Växelsång mellan brud och brudgum).

49. O! huru sött och godt likwäl. 8 verser, melodi: Hwar man må nu.

50. Si, hwar min Jesus hänger. 7 verser, melodi: Rätt hjertelig jag.

51. När får jag min skrud. 8 verser, melodi: Barmhertige Gud.

52. Ack! hwad lär mitt hjerta tänka. 4 verser, melodi: Kom min Christen.

53. Si, Frälsaren i högden. 6 verser, melodi: Min själ skal låfwa.

54. Ack! kommer, kommer själar alla. 4 verser, melodi: I på alt ondt begifna.

55. Ack! Sions berg, du sälla boning. 8 verser, melodi: Ifrån den dag.

56. Min fröjd, min krona. 8 verser,  melodi: Så skön lyser den.

57. Käre själ, låt up dit bröst. 11 verser som alla inleds med (Jesus), melodi: Blida sol, gack, låt dit.

### Om JEsu Födelse.
58. Et barn är osz födt, och en son är osz gifwen. 21 verser, melodi: Lofsjungen, lofs.

59. Hwad under i högden, när tiden gick om. 5 verser, melodi: En jungfru födde.

60. O! ljufwa bud, i änglar mång. 16 verser, melodi: Allenaste Gud.

### Om JEsu Lidande.
61. I werlden har tilldragit sig. 16 verser, melodi: Hwar man må nu wäl glädia sig.

62. HERre Zebaoth, Frid-förste, Konungars konung. 7 verser, melodi: JEsus är min wän.

63. O! Fader, hwilkens kärlek wi. 23 verser, melodi: Gud af sine barmhertighet.

64. Lär mig, min söte Frälsare. 20 verser av Lars Thorstensson Nyberg, melodi: Jag söker JEsu.

65. O Syndare! kom hit och se. 8 verser, melodi: Min Frälsare, hwad själa-we.

66. Ack! JESU, söte själa-wän. 10 verser, melodi: Min Frälsare, hwad själa-we.

67. JEsu, jag wil din paszion. 13 verser, melodi: Den som frisker är.

68. Du dyre JEsu är min aldradägligste. 6 verser, melodi: Förbida HERre GUD.

69. Församla dig min strödda själ. 9 verser, melodi: Min Frälsare, hwad själa-we.

70. O syndare! låter med GUD er försona. 8 verser, melodi: Lofsjunger, lofsj..

71. Brist ut i tåreflod. 7 verser, melodi: O JEsu, kom til osz. Finns på Wikisource.

72. Ack! JESU, hwad kärlek månd detta wäl wara. 40 verser, melodi: Lofsjunger, lofs..

73. Mit Lam, jag tackar dig. 14 verser, melodi: Fröjda dig du Christi.

74. Jag högst wördar såren dina. 7 verser, melodi: Kom, o Jesu, huru länge.

75. Guds dyraste Lam. 9 verser, melodi: Far werlden, far.

76. Så gråte nu mitt hjerta. 11 verser, melodi: Rätt hjertelig jag längtar.

77. Guds Lam, din död, dit blod det är min hälsa. 10 verser Nu rinner solen upp.

78. Min JEsu, som dig låtit pina och döda. 8 verser, melodi: Lofsjunger, lofs..

79. Låt mig dig med trone se. 8 verser, melodi: Min själ hafwer ingen frid.

80. Hwad är det, kärleks-hjerta. 12 verser, melodi: Gud ware tack och.

81. Wi tacke dig, Gud, för dit kärliga råd. 19 verser, melodi: Himmelriket liknas.

82. Alsingen större tröst i nöd. 11 verser, melodi: Säll den som hafwer.

83. JEsu, du GUDs ende Son. 12 verser, melodi: JEsus alt mit goda.

84. I senhjertade at tro. 14 verser, melodi: Hit, o JEsu! saml.

85. Hwem gjorde dig, GUDs Lam, så mycken möda?. 11 verser, melodi: O syndig man.

86. Tack, JEsu, som mig har från dödsens död förloszat. 12 verser, melodi: O! JEsu full af nåd.

87. JESU korsz är godt för alt. 10 verser, melodi: JEsus alt mit goda.

88. Ack! Änglar skyler nu er helgd. 12 verser, melodi: Min Frälsare, hwad själa-we.

89. Så är nu fullbragt, Med segrande magt. 11 verser, melodi: Förblindade werld.

90. Ack! si människan, o själ. 7 verser, melodi: Den som frisker är.

91. Ack! si, jag arma stoft och mull. 6 verser, melodi: Så skön lyser den.

92. Ack! hwad är min ögon skåda. 5 verser, melodi: Zion klagar med stor smärta.

### Om JEsu Blod.
93. Min Frälsare god, Jag ber om dit blod. 4 verser, melodi: O JEsu, min fröjd.

94. Wårt hjerta är wäl ringa. 2 verser, melodi: Förnuftets trälar.

95. Jag wördar JEsu blod. 6 verser, melodi: Fröjda dig du Christi.

96. Jag, JEsu, ingen frid. 8 verser, melodi: Hwart hän skal jag dock fly.

### Om JEsu Upståndelse.
97. Frögd i högden!. 10 verser, melodi: Up min tunga av Johan Kahl.

### Om JEsu Himmelsfärd.
98. Land, land, o land. 12 verser, melodi: Lam, lam, o! lam.

### Den oförskylta Nåden.
99. Korszet är den pelare. 12 verser, melodi: Hit, o JEsu! saml.

100. Ack! säll är den, hwilkom hans synd är tilgifwen. 9 verser, melodi: Lofsjunger, lofsj.

### Om den sanna och lefwande Tron.
101. O JEsu! wärdes nåd mig sända. 22 verser, melodi: Hit all den blod, som i mig röres.

### Om JEsu omfattande med Trona.
102. Min äre-klädning, dyra skrud. 14 verser, melodi: Hwar man må nu wäl.

103. Min JEsum, som himlarnas himlar omfattar. 8 verser, melodi: Lofsjunger, lofsj.

104. När jag dig, min JEsu, i trone får äga. 8 verser, melodi: Lofsjunger, lofsj. Finns på Wikisource.

105. Mit sargade Lam!. 8 verser, melodi: Barmhertige GUD.

106. O! JEsu! min skönste, min kär'ste på jorden. 16 verser, melodi: Lofsjunger, lofsj.

107. O! Sötaste GUDs Lam!. 12 verser, melodi: Förbida HERre Gud.

108. Ack! när får jag skåda dig. 10 verser, melodi: Hjertans JEsu lär.

109. Mit Lam, som dig lät slagta. 17 verser, melodi: Nu hwilar hela jorden.

110. Omsider har jag då. 16 verser, melodi: Förbida HERre Gud.

111. Min JEsu, efter du mig löst. 6 verser, melodi: Hwar man må nu wäl.

112. Dit korsz, o Lam, din blod och död. 12 verser, melodi: Säll den, som hafwa.

113. Förnuftets usle trälar. 4 verser av Lars Thorstensson Nyberg, melodi: Mit skepp nog länge. Finns på Wikisource.

114. Ack! söte själa-wän. 12 verser Förbida HERre Gud.

115. Jag föddes i synd. 15 verser, melodi: När får jag min.

116. Min JEsum jag inslutit Uti mins hjertans sinn. 4 verser, melodi: Rätt hjertelig jag längtar.

### Om Trones Enfaldighet.
117. Det ord enfaldighet är lättare at nämna. 5 verser, melodi: Du ljufwa ort farwäl.

118. Enfaldigt få tro. 3 verser, melodi: O JEsu, min fröjd.

119. Wälsignad likwäl Och salig den själ. 8 verser, melodi: När får jag min.

120. Hör, o själ, som efter ro. 9 verser, melodi: Hit, o JEsu! saml.

121. Hur wäl man sig befinner. 6 verser, melodi: Nu hwilar hela jorden (delar av texten till verser 2, 5-6 saknas).

122. O! Du nådens mästar-stycke. 9 verser, melodi: (delar av texten till verser 2 och 4 saknas).

### Om Nådens undfående.
123. När någon har af lagen sedt. 6 verser, melodi: Fader wår, som i himlom äst.

124. Lam, lam, lam. 8 verser, melodi: angivelse saknas.

125. Två bud fram för alt. 10 verser, melodi: När får jag min.

126. Et sagta ljufligt wäder. 10 verser, melodi:  Låt osz nu JEsum prisa.

127. JEsu, all min lust och wilja. 11 verser, melodi: Hwarför' skal jag sörja, klaga.

128. Du, JEsu. korszfäst är för mig. 17 verser, melodi: Säll den, som hafwer JEsum kär.

### Tilståndet i Nåden.
129. Nu mår jag wäl, se'n synden känder blifwit. 25 verser, melodi: Hwad är det åt (enstaka ord saknas i verser 2 och 5).

130. Hur ljufwa, söt och kära. 12 verser, melodi: Wenn meine Sünd mich Kränken.

131. Ho är så söt, så mild och kär. 7 verser, melodi: Min Frälsare, hwad själa-we.

132. Min sargade Brudgum, mit blodiga lam. 8 verser, melodi: Wi tacke dig GUD.

133. Min JESUM släpper intet jag. 14 verser, melodi: O JEsu, när jag.

134. Dig ära, o GUD, Nu har jag min skrud. 17 verser, melodi: Förblindade werld.

135. Lofwad ware JEsu namn!. 12 verser, melodi: JEsus alt mit goda.

136. Det enda nöje, som jag wet. 9 verser, melodi: Säll den, som hafwer JEsum kär.

137. Til at tro och intet se. 14 verser, melodi: Hit, o JEsu! saml.

### Herde-Sång.
138. JEsu, själa-herde wår. 12 verser, melodi: Hit, o JEsu! saml.

139. Låt dit stora sido-sår. 4 verser, melodi: JEsus alt mit goda.

### Om Andelig wårdslöshet.
140. En gång jag, JEsu, fick I dina sår en blick. 11 verser, melodi: Hwart hän skal jag.

### Om andelig waksamhet.
141. Syndarens påminnelse är, at ständigt bedja. 11 verser, melodi: Hit, o JEsu! saml.

### Förtröstan uppå HERran.
142. David säger: det är godt at förtrösta uppå HERran. 9 verser, melodi: JEsus alt mit goda.

### Tröst i Bedröfwelsen.
143. Hwad bedröfwar dig, min själ?. 5 verser, melodi: Låt mig dig i trone se.

144. Bort i qwäljesamma tankar.  12 verser, melodi: Borrt mit hjerta. Finns på Wikisource.

### Böne-Sånger.
145. Dig HERre påminn Församlingen din. 24 verser, melodi: Förblindade werld.

146. Min JEsu! som dig låtit döda. 5 verser, melodi: Min själ och sinne låt Gud råda.

147. O! Själa-wän du som dig lät förbarma. 3 verser, melodi: Min dag är all.

148. Si, du min JEsus är. 3 verser, melodi: Förbida HERren Gud.

149. Din själ, min JEsu, helge mig. 5 verser, melodi: Säll den, som hafwer JEsum kär.

150. GUDs milda Lam!. 9 verser, melodi: Min högsta skatt.

151. At intet se; dock tro. 11 verser, melodi: Säll den, som hafwer JEsum kär.

152. Jag usle stift och syndare. 16 verser, melodi: Christe, sann ljus.

153. Arma själars enda tröst!. 8 verser, melodi: Min själ hafwer ingen frid.

154. Ack! min dyre Frälsare. 12 verser, melodi: Hit, o JEsu! saml.

155. JEsu, lifsens kraft och ord. 9 verser, melodi: Såleds är wår kyrka.

156. Wärdes för mit arma hjerta. 12 verser, melodi: JEsu, all min lust och.

157. O! JEsu, låt dit dyra blod. 5 verser, melodi: O Skapar' och o! gode.

158. Milda Marter-Lam!. 9 verser, melodi: Seelen-Bräutigam =kompositörens namn?.

159. Du korszfäste JEsi!som blott är den sak. 4 verser, melodi: O GUD! som af kärlek helt brinnande är.

160. Ack! låt dit helga blod. 6 verser, melodi: Så skön lyser den morgonstjern.

161. Ack Frälsare kär!. 9 verser, melodi: Guds dyraste Lam.

162. Wår öfwerherde. til osz sänd. 8 verser, melodi: Lär mig, min Frälsare.

163. Hulde Herde, föd de fåren. 4 verser, melodi: JEsus är mit lif och hälsa.

164. Mägtigaste segerhjelte!. 14 verser av Lars Thorstensson Nyberg, melodi: Hela werlden fröjdens HERran. Finns på Wikisource.

165. Mit Lam och blod-brudgumme god. 7 verser Säll den som hafwer JEsum kär.

166. O! JEsu Christ, min Frälserman. 16 verser, melodi: Jag ropar til dig, o! JEsu Christ.

167. JEsu, som för mig blef död. 6 verser, melodi: JEsus alt mit goda.

168. GUDS milda Lam! som lät på korszet rinna. 8 verser, melodi: Lof, pris och tack.

169. JEsu, Frälsare, bered. 8 verser, melodi: Hit, o JEsu! saml.

170. Si här, min JEsu, kommer jag. 9 verser Lär mig, min söte Frälsare.

171. JEsu, du är sjelfwa lifwet. 9 verser, melodi: JEsu, du dig sjelf upwäckte.

172. Så tag, min Frälsare, dit barn viid handen. 9 verser, melodi: Tacker Herranom som är ganska blider.

173. JESU, låt din helga pina. 5 verser, melodi: JEsu djupa såren.

174. Helge Ande, lär osz tro. 3 verser, melodi: Såleds är wår kyrk.

175. Min blod-brudgumme, JEsu blid. 7 verser, melodi: O helge And' kom til mig in.

176. Aldramildaste GUDs Lam!. 5 verser, melodi: JEsus alt mit goda.

177. Du älskare af syndare. 4 verser Af Adams fall är platt fördärfd.

178. O! JEsu, låt min själ. 7 verser, melodi: O! JEsu, full af nåd.

179. Min söte JEsu, lär du mig. 8 verser, melodi: Säll den, som hafwer JEsum kär.

180. JEsu, wärdes mig nu göra. 5 verser, melodi: Jesus är mit lif min hälsa.

181. O! Helge Ande, wärdes mig. 10 verser, melodi: Lär mig, min söte Frälsare.

182. Här, min JEsu, öpnar jag. 14 verser, melodi: Min själ hafwer ingen frid.

183. Dit blod, GUDs dyra Lam. 7 verser, melodi: Hwart hän skal jag dock fly.

184. Du kärleksfulla Lam. 4 verser, melodi: Förbida HERran Gud.

185. Säll och salig den som här. 4 verser, melodi: JEsus alt mit goda.

186. O! GUDs menlösa Lam!. 7 verser, melodi: Ack! himmel, se hwad dag osz denna solen.

187. Min syndaskuld den swåra Förlåt. 5., melodi: Låt osz nu JEsum prisa.

188. Ack! huru angelägit. 5 verser, melodi: Nu hwilar hela jorden.

189. Du JEsu, som ej wänder åter. 9 verser Min själ och sinne låt Gud råda.

190. Min söte wän, som löst mig gen. 9 verser, melodi: Ack! hjertans we.

### Böne-Sång til Sjös.
191. JEsu, i dit namn jag går. 9 verser, melodi: JEsus alt mit goda.

### Tacksägelse-Sång til Sjös.
192. Haf tack, o! JEsu dyre. 12 verser, melodi: Nu hwilar hela jorden.

### Böne-Sång för den Helga Nattwarden.
193. Styrk mig nu, o JEsu god!. 10 verser, melodi: Min själ hafwer ingen ro.

### Tacksägelse-Sång efter den Heliga Nattwarden.
194. Lofwa HERran GUD, min själ. 12 verser, melodi:: Sjunges under samma Thon = Min själ hafwer ingen ro.

### Barna-Sång.
195. Min söte JEsu, du som ormsens hufwud kroszat. 3 verser, melodi: Mit hjerta fröjda. Finns på Wikisource.

### Låf-Sånger.
196. Låt osz prisa Lamsens Wisa. 14 verser, melodi: Up min tunga.

197. Tag, o! JEsu, lof och pris. 6 verser, melodi: Såled's är wår.

198. Gud ske lof, nu är jag glader. 5 verser, melodi: JEsus är min wän den bäste.

199. Hallelujah, lof, ära pris. 4 verser, melodi: Så skön lyser den morgonstjern.

200. Sjunger, sjunger med stor frögd. 8 verser, melodi: Lofwer GUD i himmels högd.

201. Jag tackar dig, o! hjelte. 6 verser, melodi: O. GUD, det är min glädje.

### Måltids-Sånger.
202. Tack syndares wän. 6 verser, melodi: När får jag min skrud.

203. Tack HERre! som förlänar. 18 verser, melodi: Nu låt osz GUD wår HERra.

### Morgon-Sånger.
204. Tack, min söte Frälsare. 9 verser, melodi: Såleds är vår kyrka.

205. Nu låfwa min själ din himmelska wän. 6 verser Johan Kahl., melodi: Den signade dag, som wi nu här se.

206. Pris ware dig, min Gud. 7 verser, melodi: Nu tackar Gud alt folk.

207. Si, natten är förbi. 9 verser, melodi: Ack! himmel, se hwad dag osz denna solen.

208. Solen, som en brudgum' går. 11 verser, melodi: Blida sol, gack, låt dit sken.

209. Mit hjerta wak opp. 12 verser, melodi: När får jag min.

210. Natten är förfluten. 11 verser, melodi: JEsus är min hägnad.

211. Ack! harpan ostämd är. 7 verser, melodi: Nu tackar GUD alt folk.

### Afton-Sånger.
212. Den ena dagen kort. 12 verser, melodi: Nu hafwer denna dag.

213. Tack, o! JESU, at du mig. 4 verser, melodi: JEsus alt mit goda.

214. Min JEsu, uptag mildelig. 4 verser, melodi: Så skön lyser den.

215. Min själ! se alt är stilla. 11 verser, melodi: Nu hwilar hela jorden.

216. Nu har en nådesdag bli't all. 11 verser, melodi: I skogar och du.

217. Så går du åter neder. 7 verser, melodi: Nu hwilar hela jorden.

### Döds-Sånger.
218. Död, o död, du ljufwa lisa. 14 verser av Johan Kahl, melodi: JEsu, du dig sjelf upwäckte. (Fyra verser bearbetade och publicerade som Älskar barnet modersfamnen i 1819 års psalmbok nr 474 och 1937 års psalmbok nr 558).  Finns på Wikisource.

219. När kommer den dag. 22 verser, melodi: När får jag min.

### Om den Himmelska Härligheten.
220. Ack! ljufsta tid af alla tider. 4 verser, melodi: I på alt ondt begifne sinnen. Finns på Wikisource.

221. Jag ser et Lam hel sargadt. 13 verser, melodi: Nu hwilar hela jorden.

222. Up! själar up, ack si GUDs Lam!. 6 verser, melodi: Så skön lyser den morgonstjern.

223. Up! up! min själ. 8 verser, melodi: Du ljufwa ort farwäl.

### Fotnoter
1. ↑  ”Sions sånger” (på engelska). Worldcat. 7 mars 1810. https://www.worldcat.org/title/sions-sanger-bagge-samlingarne-stockholm-1810-tryckte-hos-directeuren-johan-a-carlbohm/oclc/186880248&referer=brief_results. Läst 18 oktober 2017.